# Echipa națională de fotbal a României
Echipa națională de fotbal a României este prima reprezentativă a României și se află sub controlul Federației Române de Fotbal (FRF). România a fost una dintre cele patru țări care au participat la primele trei campionate mondiale de fotbal, alături de selecționatele Braziliei, Franței și Belgiei. Între edițiile 1950 și 1986, România s-a calificat la un singur turneu final. Între 1990 și 2000 selecționata României s-a calificat în optimile de finală ale trei campionate mondiale consecutive. Această perioadă prielnică și-a atins culmea la turneul final al Campionatului Mondial din 1994, când România, avându-l căpitan pe Gheorghe Hagi, a ajuns în sferturile de finală învingând Argentina cu scorul de 3-2. Ulterior a pierdut cu Suedia la lovituri de departajare.
România a făcut de asemenea o figură bună la Euro 2000, când a obținut un 1-1 cu Germania și a învins Anglia cu 3-2 în grupe, trecând mai departe în sferturile de finală, unde a fost învinsă de Italia.
Echipa naționala a mai făcut un turneu extraordinar la Euro 2024, găzduit în Germania, când a trecut de faza grupelor, participând în grupa E. Atunci, România a bătut Ucraina cu 3-0, a pierdut cu Belgia 0-2 și a remizat 1-1 împotriva Slovaciei. România a cedat apoi cu Olanda 0-3 în optimile de finală. Acest turneu final a adus cea mai numeroasă susținere a naționalei in afara țării și a făcut românii mândri după 24 de ani de lipsă relativă a rezultatelor pozitive/notabile la un turneu final de fotbal.
Din 1939 până în anii 1990 golgheterul absolut al echipei naționale de fotbal a României a fost Iuliu Bodola, cu 30 de goluri marcate. În prezent recordul de goluri marcate pentru echipa națională este deținut de Gheorghe Hagi și Adrian Mutu, amândoi cu 35 de reușite.

## Istoria
Primul meci jucat de reprezentativa României a avut loc la 8 iunie 1922, la Belgrad, împotriva echipei Iugoslaviei. Lotul era alcătuit din jucătorii: Aurel Guga, Adalbert Ritter, Lajos Szilágyi, Elemér Hirsch, Dezső Jakobi, Francisc Rónay, Nicolaus Hönigsberger, Franz Zimmermann, Karl Frech, Paul Schiller și Johann Auer. Primul gol al echipei României a fost marcat de Francisc Rónay, iar Aurel Guga a marcat golul victoriei. Sub conducerea antrenorului Teofil Moraru, România s-a impus cu 2-1. La a doua rundă din competiția de fotbal a Jocurilor Olimpice din 1924, naționala condusă de Adrian Suciu pierde în fața Austriei cu 4-1 și Țărilor de Jos cu 6 la 0,  meciuri jucate la Viena, respectiv Paris.

### Primele prezențe la Campionatul Mondial

România jucând contra Peru la Campionatul Mondial de Fotbal din 1930 din Uruguay. În imagine portarul Ion Lăpușneanu și atacantul peruan Julio Lores.

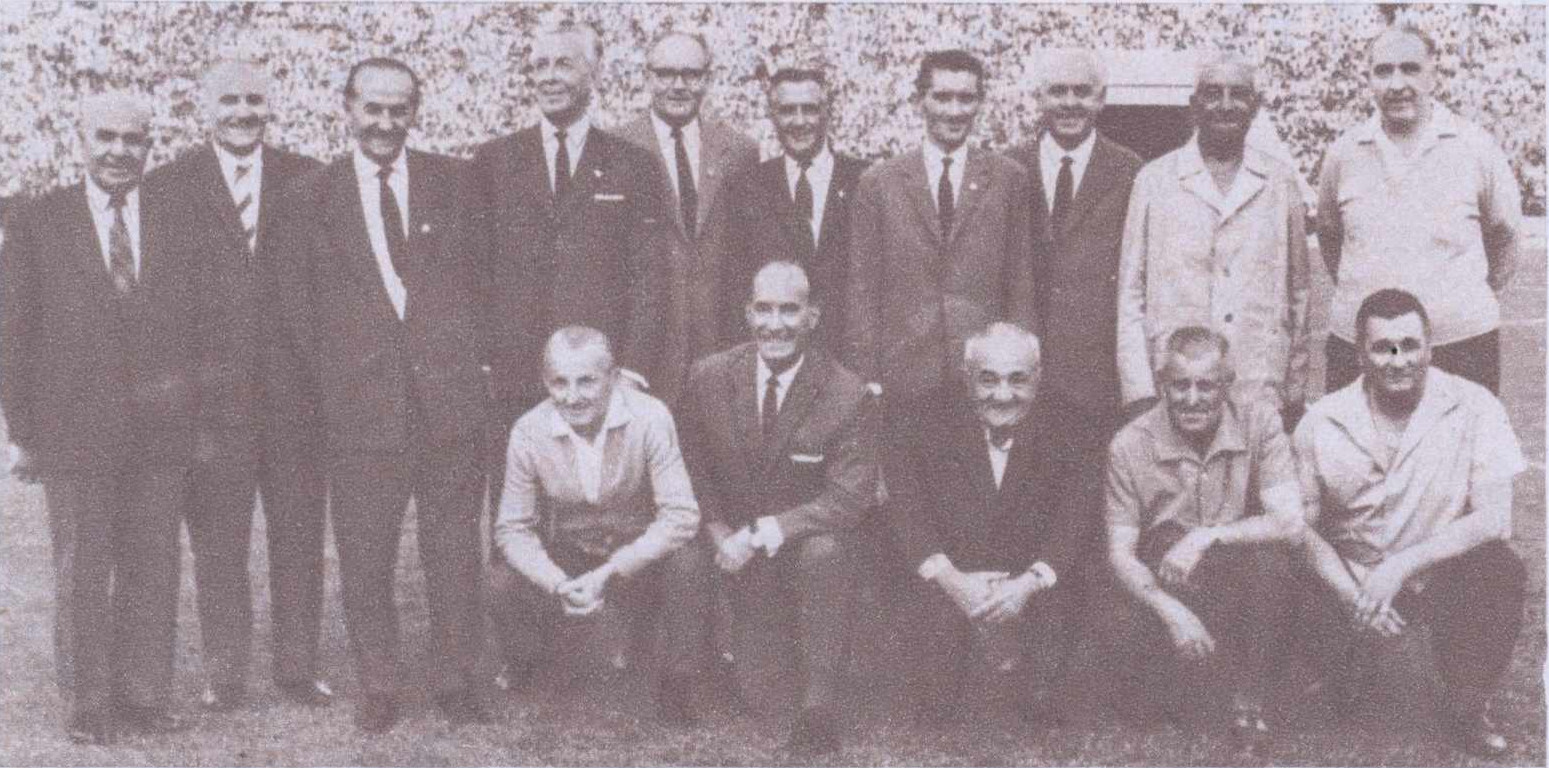
Echipa din 1930 (în 1966)

În 1930, România se înscrie la Campionatul Mondial, competiție proaspăt înființată, și la turneul organizat în Uruguay, reușește o victorie, 3-1 cu Peru, goluri Adalbert Deșu, Ștefan Barbu și Constantin Stanciu, pentru a pierde cu 4-0 în fața viitoarei campioane mondiale, chiar țara gazdă, Uruguay.
Peste patru ani, România obține calificarea și la a doua ediție a Campionatului Mondial, după o victorie în barajul cu Iugoslavia. La turneul final organizat în Italia, reprezentativa pregătită de Josef Uridil a pierdut disputa cu Cehoslovacia, 1-2 la Trieste, golul României fiind marcat de Ștefan Dobay.
Pentru Mondialul din 1938, România trebuia să joace un baraj cu Egipt, dar africanii au declinat în cele din urmă participarea la competiție, și astfel, reprezentativa condusă de Alexandru Săvulescu mergea la al treilea turneu final consecutiv, care acum avea loc în Franța. În primul tur, echivalent cu optimile de finală, România a înfruntat Cuba. Primul joc, disputat la Toulouse, s-a încheiat la egalitate, 3-3, după ce România a condus cu 1-0, dar apoi a egalat în două rânduri, la 2 și la 3, ultima oară în prelungirile meciului. Golurile tricolorilor au fost marcate de Silviu Bindea, Iuliu Baratky și Ștefan Dobay. Meciul s-a rejucat patru zile mai târziu, tot la Toulouse, Cuba câștigând de această dată cu 2-1, deși din nou România a condus cu 1-0 după golul lui Dobay.

### 30 de ani de lipsă până la Guadalajara

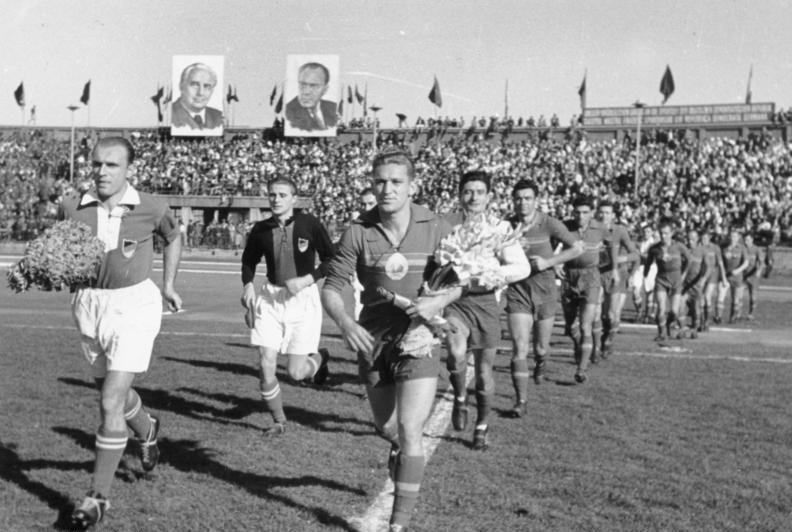
Echipa națională de fotbal a României în 1952

Între 1938 și 1970, România nu a mai obținut calificarea la Campionatele Mondiale, până la echipa construită de Angelo Niculescu la finalul anilor 1960. În Mexic 1970, România a fost repartizată în Grupa a 3-a, una de foc cu Anglia, campioana mondială, Brazilia, eterna favorită la victorie și Cehoslovacia. Debutul a fost împotriva englezilor care s-au impus la Guadalajara cu 1-0. A urmat duelul cu Cehoslovacia, și o victorie cu 2-1, goluri Alexandru Neagu și Florea Dumitrache, prin care România reintra în cărțile calificării. Însă pentru asta trupa lui Angelo Niculescu trebuia să învingă Brazilia. Pelé a deschis scorul, Jairzinho a dublat avantajul sud-americanilor, dar România a revenit în meci prin golul lui Florea Dumitrache. Pelé a marcat din nou, și în ciuda golului lui Emerich Dembrowski, Brazilia s-a impus cu 3-2, iar România a fost eliminată.

### Prima prezență la Euro
România a ratat în continuare prezențele la turneele finale mondiale și la Campionatul European, dar în 1984, la competiția continentală, reprezentativa tricoloră a obținut calificarea, sub conducerea lui Mircea Lucescu. În turneul din Franța, România a început cu o remiză contra Spaniei, 1-1 la Saint Etienne, Ladislau Boloni egalând pentru tricolori. A urmat duelul cu Germania de Vest, în care Marcel Coraș a egalat în debutul reprizei secunde, după ce Rudi Völler deschisese scorul, dar același atacant german a stabilit scorul final, 2-1. În ultimul meci din grupă, contra Portugaliei, România avea să piardă, deși doar victoria o califica în faza eliminatorie.

### Generația de Aur
Au urmat alți șase ani fără prezențe la turneele finale, până la Italia 1990, unde România revenea la un Mondial după 20 de ani. Din echipa condusă de Emeric Ienei făceau parte tinerii Gheorghe Hagi, Florin Răducioiu sau Ilie Dumitrescu. Campionul european cu Steaua București, Marius Lăcătuș avea să fie eroul primului meci, marcând două goluri în poarta U.R.S.S., de care România a trecut cu 2-0 la Bari. Același oraș a găzduit și al doilea meci al tricolorilor, cu reprezentativa Camerunului, pierdut cu 2-1. Golul României a fost marcat de Gavril Balint. În ultimul meci din grupă, România a întâlnit Argentina, campioana mondială en-titre și echipa în rândul căreia evolua Diego Maradona. Ca un făcut, jocul a avut loc la Napoli, orașul în care Maradona evolua la echipa de club. Sud-americanii au marcat primii, dar Balint avea să egaleze și să ducă România în optimile de finală. Aici a urmat înfruntarea cu Irlanda, și după un 0-0 la capătul a 120 de minute, disputa s-a decis la executarea loviturilor de departajare, unde singura ratare i-a aparținut lui Daniel Timofte și România rata întâlnirea cu Italia, în sferturi.
După ratarea calificării la EURO 1992, România a fost aproape să rateze și accesul la Mondialul din 1994. La jumătatea preliminariilor a fost adus însă Anghel Iordănescu în postul de selecționer, și cu trei victorii în ultimele trei meciuri, între care un succes cu Belgia la București și unul în Țara Galilor, România avea să meargă la turneul final din Statele Unite.
Pe 18 iunie 1994, la Los Angeles, România a întâlnit Columbia, echipă considerată favorită la titlu de brazilianul Pelé. Florin Răducioiu a deschis scorul, iar Gheorghe Hagi l-a majorat cu un gol incredibil, un șut din apropierea tușei din stânga a terenului, de la peste 30 de metri de poartă. Pe final, pe un contraatac, Răducioiu consfințea scorul final, 3-1, după ce columbienii reduseseră din handicap.
Patru zile mai târziu, la Detroit, într-un stadion acoperit, România a întâlnit Elveția în fața căreia avea să piardă cu 4-1. Doar un succes în fața Statelor Unite, organizatoarea competiției, ducea România în faza eliminatorie, și victoria a venit din nou pe stadionul Rose Bowl din Los Angeles. Dan Petrescu a marcat unicul gol al partidei.
În optimile de finală, adversar a fost Argentina, fără Diego Maradona care tocmai fusese suspendat pentru consum de droguri. La tricolori nu juca Răducioiu, din cauza acumulării de cartonașe galbene, dar absența lui a fost suplinită perfect de Ilie Dumitrescu, autorul unei duble, iar Gheorghe Hagi a înscris și el într-o victorie cu 3-2 care a dus în premieră pe tricolori în sferturile de finală mondiale. Aici, tot loviturile de departajare aveau să oprească România, ca și în 1990. Împotriva Suediei, Răducioiu a împins meciul în prelungiri după ce scandinavii marcaseră primii, pentru ca din nou Răducioiu să înscrie pentru 2-1 în minutul 101. Însă cu cinci minute înainte de finalul jocului, Kennet Andersson a readus egalitatea și la șuturile de la 11 metri Dan Petrescu și Miodrag Belodedici au ratat pentru tricolori după ce prima ratare aparținuse suedezilor.
În 1996, România a revenit și la Campionatul European, participând la EURO 1996 din Anglia, unde însă a pierdut toate meciurile din grupă: 0-1 cu Franța și Bulgaria și 1-2 cu Spania, golul României fiind marcat de Florin Răducioiu.
A treia prezență consecutivă la Campionatul Mondial a fost consemnată în Franța 1998, unde România a fost cap de serie la tragerea la sorți. În ciuda acestui avantaj, grupa a fost una dificilă, cu Columbia, de care tricolorii au trecut cu 1-0, gol Adrian Ilie, și Anglia. La Toulouse, Viorel Moldovan a deschis scorul, Michael Owen a egalat, dar Dan Petrescu a adus victoria și calificarea în minutele de final. În ultimul meci, contra Tunisiei, echipa condusă de Anghel Iordănescu avea nevoie de un punct pentru a termina pe primul loc în grupă și meciul se încheia 1-1, Viorel Moldovan egalând în repriza secundă. Însă în optimile de finală adversar a fost Croația care s-a impus la limită, 1-0, Davor Suker transformând un penalti înainte de pauză.
Ultimul turneu final al Generației de Aur a fost EURO 2000, în Țările de Jos și Belgia. Anghel Iordănescu plecase după Franța 1998, Victor Pițurcă a calificat echipa dar a fost demis înainte de turneul final unde selecționer a fost Emeric Ienei. Dintr-o grupă imposibilă, România obținea calificarea după 1-1 cu Germania, gol Viorel Moldovan, 0-1 cu Portugalia și 3-2 în ultimul meci, contra Angliei. Disputa de la Charleroi a început cu golul lui Cristian Chivu, dar englezii au intrat în avantaj de un gol la cabine. Dorinel Munteanu a egalat la 2, iar Ionel Ganea a transformat un penalti în minutul 89, aducând victoria și calificarea.
Adversar în sferturile de finală a fost Italia, la Bruxelles. În minutul 59, Gheorghe Hagi a fost eliminat pentru proteste, iar cu un jucător în plus italienii s-au impus cu 2-0.

### Anii cenușii

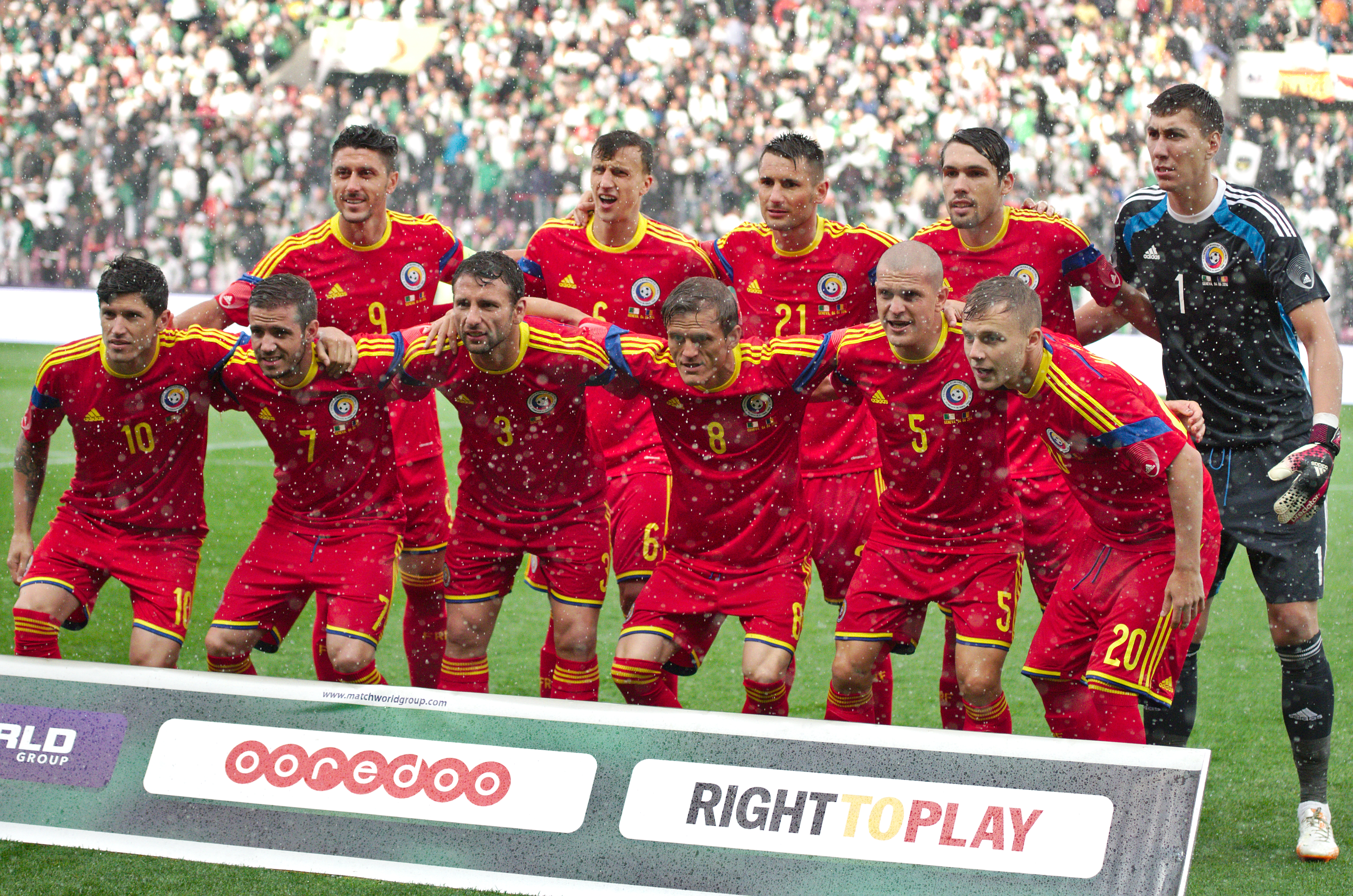
Echipa națională a României înaintea unui amical cu Algeria din 4 iunie 2014

Începând cu anul 2001 echipa a trecut printr-o perioadă nefastă și a ratat prezența la Mondialul asiatic din 2002 în urma unui baraj pierdut cu Slovenia și apoi a încheiat în afara locurilor calificante pentru EURO 2004 și Mondialul german din 2006.
Antrenată între 2003 și 2009 de Victor Pițurcă, România a revenit la un turneu final, calificându-se la Campionatul European din 2008, din Austria și Elveția, după ce a terminat pe primul loc în grupa G a preliminariilor, grupă din care au făcut parte echipa națională a Țărilor de Jos și vecinii săi sud-est-europeni, Bulgaria, Slovenia și Albania. La acest Campionat European, tricolorii au fost repartizați în "grupa morții", dar au fost aproape de calificare după 0-0 cu vicecampioana mondială Franța și 1-1 contra campioanei lumii, Italia, meci în care Adrian Mutu a deschis scorul, dar apoi a și ratat un penalti. O victorie în ultimul meci, cu Țările de Jos ducea România mai departe, dar olandezii s-au impus cu 2-0.
Au urmat calificări ratate la Cupa Mondială din 2010, deși România fusese în a doua urnă valorică la tragerea la sorți a preliminariilor, însă a încheiat pe locul 5, devansând doar Insulele Feroe. Campania pentru Mondialul din Africa de Sud a început dezastruos, cu un eșec, 0-3 cu Lituania la Cluj, apoi remiză cu Franța la Constanța, înfrângeri cu Serbia tot la Constanța și cu Austria în deplasare, iar Victor Pițurcă a fost demis, locul său fiind luat de Răzvan Lucescu.
În preliminariile pentru EURO 2012, România a fost repartizată în Grupa D alături de Franța, Bosnia și Herțegovina, Belarus, Albania și Luxemburg. Remize cu Albania și Belarus, urmate de înfrângeri cu Franța și Bosnia au scos România din calculele calificării, la final ocupând locul trei, cu 14 puncte, departe de primele două clasate, Franța (21 de puncte) și Bosnia-Herțegovina (20 de puncte).
Ulterior, în vara anului 2011, România avea să piardă două meciuri amicale cu Brazilia (1-0) și Paraguay (2-0) în America de Sud.
Pe 15 iunie 2011, Victor Pițurcă a revenit la echipa națională în locul celui care îl înlocuia în urmă cu 2 ani, Răzvan Lucescu.
România nu a izbutit să se califice nici la turneul final al Campionatului Mondial de Fotbal din 2014, găzduit de Brazilia. Tricolorii au încheiat pe locul 2 într-o grupă din care au mai făcut parte Țările de Jos, Turcia, Ungaria, Estonia și Andorra, poziție care a trimis-o la baraj, unde a dat piept cu selecționata Greciei. Deși era considerat cel mai facil adversar din play-off, Grecia s-a impus pe teren propriu, cu 3-1, iar în retur, partida de la București avea să se încheie la egalitate, 1-1, România ratând, astfel, pentru a patra oară în ultimii 16 ani, calificarea la Cupa Mondială.
În octombrie 2014, Anghel Iordănescu a revenit pentru a treia oară la conducerea echipei naționale. România a fost repartizată în grupa F a Preliminariilor Campionatului European de Fotbal 2016, alături de Grecia, Irlanda de Nord, Ungaria, Finlanda și Insulele Feroe. La data de 7 septembrie 2015, România ocupă locul al doilea în grupă, la un punct de Irlanda de Nord, fiind neînvinsă și având 4 victorii, inclusiv în deplasare cu Grecia, 1-0. Pe data de 11 octombrie 2015, România s-a calificat pentru a cincea oară la un turneu final al unui Campionat European, după o victorie în deplasare cu 3-0 cu Insulele Feroe, după ce remizase acasă, scor 1-1, cu trei zile înainte cu Finlanda. România a terminat pe locul 2 în clasament, la doar un punct în spatele Irlandei de Nord, neînvinsă, dar în fața Ungariei, calificată la baraj, și a Greciei, care a terminat pe ultimul loc al grupei.
La turneul final, România a fost repartizată în Grupa A și a jucat în meciul de deschidere a competiției, contra țării gazdă Franța, pe Stade de France din Saint-Denis. Franța s-a impus cu 2-1, golul victoriei venind în minutul 89. A urmat o remiză cu Elveția, după ce tricolorii au deschis scorul prin Bogdan Stancu. O victorie în ultima etapă din grupă, contra Albaniei, ar fi calificat România în optimi, dar albanezii s-au impus cu 1-0.
În preliminariile Cupei Mondiale din 2018, din Rusia, România a fost în prima urnă la tragerea la sorți, dar, cu germanul Christoph Daum la conducere, tricolorii au început cu un 1-1 acasă contra Muntenegrului, victorie cu 5-0 în fața Armeniei, apoi egal fără goluri contra Kazahstanului și înfrângere cu 3-0 împotriva Poloniei. În final, România s-a clasat pe locul patru, cu 13 puncte. Daum a fost demis, în locul său fiind adus Cosmin Contra.
În calificările pentru EURO 2020, turneu care urma să aibă loc în diferite orașe din Europa, între care și București, România s-a aflat în grupă cu Spania, Suedia, Norvegia, Malta și Insulele Faroe. România a ratat calificarea directă, încheind preliminariile pe locul 4, dar a ajuns în baraj datorită evoluției din nou-înființata Liga Națiunilor. Cosmin Contra a fost demis înainte de barajul contra Islandei, locul său fiind luat de Mirel Rădoi, dar schimbarea nu a fost de bun augur, iar Islanda a câștigat cu 2-1, România ratând calificarea la un turneu la care era co-organizatoare.
Rădoi a fost adus cu obiectivul de calificare la Mondialul din 2022, din Qatar. România a fost în Grupa J, alături de Germania, Armenia, Macedonia de Nord, Islanda și Liechtenstein. România a ratat calificarea, ocupând locul 3.

### Generatia de Suflet, Euro 2024
La 25 ianuarie 2022, Edward Iordănescu a fost instalat la conducerea echipei. Pentru prima oară în opt ani, naționala României s-a calificat la un turneu final, încheind neînvinsă preliminariile pentru Euro 2024 și ocupând locul 1 în grupa preliminară. Aceste evenimente au născut „Generația de Suflet” cum a poreclit Edi Iordănescu lotul. La turneul final România a reușit în primul meci o victorie cu 3-0 împotriva Ucrainei, după golurile lui Denis Drăguș, Nicolae Stanciu și Răzvan Marin. A urmat meciul cu Belgia unde România a fost învinsă de Belgia cu 2-0. Ultimul meci al grupei a fost împotriva Slovaciei la Frankfurt; partida s-a încheiat 1-1, ambele echipe obținând calificarea în optimi. Pentru România a fost prima oară în istorie când se califica de pe locul întâi în grupele unui turneu final și prima trecere dincolo de faza grupelor la o competiție majoră după 24 de ani. România a fost ulterior eliminată în optimi de finală de selecționata Țărilor de Jos care s-a impus pe Allianz Arena cu 3-0. După turneul final, Edi Iordănescu nu și-a mai prelungit contractul de selecționer, iar în locul său a fost adus Mircea Lucescu, acesta revenind în funcție după 38 de ani.

## Campionatul Mondial
| 1930              | Faza Grupelor    | 8                | 2                | 1                | 0                | 1                | 3                | 5                |                  |                  |
| 1934              | Optimi           | 12               | 1                | 0                | 0                | 1                | 1                | 2                |                  |                  |
| 1938              | Optimi           | 9                | 2                | 0                | 1                | 1                | 4                | 5                |                  |                  |
| 1950              | Nu a participat  | Nu a participat  | Nu a participat  | Nu a participat  | Nu a participat  | Nu a participat  | Nu a participat  | Nu a participat  | Nu a participat  | Nu a participat  |
| 1954 până în 1966 | Nu s-a calificat | Nu s-a calificat | Nu s-a calificat | Nu s-a calificat | Nu s-a calificat | Nu s-a calificat | Nu s-a calificat | Nu s-a calificat | Nu s-a calificat | Nu s-a calificat |
| 1970              | Faza Grupelor    | 12               | 3                | 1                | 0                | 2                | 4                | 5                |                  |                  |
| 1974 până în 1986 | Nu s-a calificat | Nu s-a calificat | Nu s-a calificat | Nu s-a calificat | Nu s-a calificat | Nu s-a calificat | Nu s-a calificat | Nu s-a calificat | Nu s-a calificat | Nu s-a calificat |
| 1990              | Optimi           | 13               | 4                | 1                | 2                | 1                | 4                | 3                |                  |                  |
| 1994              | Sferturi         | 6                | 5                | 3                | 1                | 1                | 10               | 9                |                  |                  |
| 1998              | Optimi           | 11               | 4                | 2                | 1                | 1                | 4                | 3                |                  |                  |
| 2002 până în 2022 | Nu s-a calificat | Nu s-a calificat | Nu s-a calificat | Nu s-a calificat | Nu s-a calificat | Nu s-a calificat | Nu s-a calificat | Nu s-a calificat | Nu s-a calificat | Nu s-a calificat |
| 2026              | Va urma          | Va urma          | Va urma          | Va urma          | Va urma          | Va urma          | Va urma          | Va urma          | Va urma          | Va urma          |
| 2030              | Va urma          | Va urma          | Va urma          | Va urma          | Va urma          | Va urma          | Va urma          | Va urma          | Va urma          | Va urma          |
| 2034              | Va urma          | Va urma          | Va urma          | Va urma          | Va urma          | Va urma          | Va urma          | Va urma          | Va urma          | Va urma          |
| Total             | Sferturi         | 7/22             | 21               | 8                | 5                | 8                | 30               | 32               |                  |                  |

## Campionatul European
| 1960 până în 1980 | Nu s-a calificat | Nu s-a calificat | Nu s-a calificat | Nu s-a calificat | Nu s-a calificat | Nu s-a calificat | Nu s-a calificat | Nu s-a calificat | Nu s-a calificat | Nu s-a calificat |
| 1984              | Faza Grupelor    | 7                | 3                | 0                | 1                | 2                | 2                | 4                |                  |                  |
| 1988 până în 1992 | Nu s-a calificat | Nu s-a calificat | Nu s-a calificat | Nu s-a calificat | Nu s-a calificat | Nu s-a calificat | Nu s-a calificat | Nu s-a calificat | Nu s-a calificat | Nu s-a calificat |
| 1996              | Faza Grupelor    | 15               | 3                | 0                | 0                | 3                | 1                | 4                |                  |                  |
| 2000              | Sferturi         | 7                | 4                | 1                | 1                | 2                | 4                | 6                |                  |                  |
| 2004              | Nu s-a calificat | Nu s-a calificat | Nu s-a calificat | Nu s-a calificat | Nu s-a calificat | Nu s-a calificat | Nu s-a calificat | Nu s-a calificat | Nu s-a calificat | Nu s-a calificat |
| 2008              | Faza Grupelor    | 12               | 3                | 0                | 2                | 1                | 1                | 3                |                  |                  |
| 2012              | Nu s-a calificat | Nu s-a calificat | Nu s-a calificat | Nu s-a calificat | Nu s-a calificat | Nu s-a calificat | Nu s-a calificat | Nu s-a calificat | Nu s-a calificat | Nu s-a calificat |
| 2016              | Faza Grupelor    | 19               | 3                | 0                | 1                | 2                | 2                | 4                |                  |                  |
| 2020              | Nu s-a calificat | Nu s-a calificat | Nu s-a calificat | Nu s-a calificat | Nu s-a calificat | Nu s-a calificat | Nu s-a calificat | Nu s-a calificat | Nu s-a calificat | Nu s-a calificat |
| 2024              | Optimi           | 13               | 4                | 1                | 1                | 2                | 4                | 6                |                  |                  |
| 2028              | Va urma          | Va urma          | Va urma          | Va urma          | Va urma          | Va urma          | Va urma          | Va urma          | Va urma          | Va urma          |
| 2032              | Va urma          | Va urma          | Va urma          | Va urma          | Va urma          | Va urma          | Va urma          | Va urma          | Va urma          | Va urma          |
| Total             | Sferturi         | 6/17             | 20               | 2                | 6                | 12               | 14               | 27               |                  |                  |

## Liga Națiunilor
| Bilanț în Liga Națiunilor UEFA | Bilanț în Liga Națiunilor UEFA | Bilanț în Liga Națiunilor UEFA | Bilanț în Liga Națiunilor UEFA | Bilanț în Liga Națiunilor UEFA | Bilanț în Liga Națiunilor UEFA | Bilanț în Liga Națiunilor UEFA | Bilanț în Liga Națiunilor UEFA | Bilanț în Liga Națiunilor UEFA | Bilanț în Liga Națiunilor UEFA | Bilanț în Liga Națiunilor UEFA |
| Sezon                          | Divizie                        | Grupă                          | M                              | V                              | E                              | Î                              | GM                             | GP                             | P/R                            | L                              |
| ------------------------------ | ------------------------------ | ------------------------------ | ------------------------------ | ------------------------------ | ------------------------------ | ------------------------------ | ------------------------------ | ------------------------------ | ------------------------------ | ------------------------------ |
| 2018–19                        | C                              | 4                              | 6                              | 3                              | 3                              | 0                              | 8                              | 3                              | Rise                           | 32                             |
| 2020–21                        | B                              | 1                              | 6                              | 2                              | 2                              | 2                              | 8                              | 9                              | Same position                  | 26                             |
| 2022–23                        | B                              | 3                              | 6                              | 2                              | 1                              | 3                              | 6                              | 8                              | Fall                           | 29                             |
| 2024–25                        | C                              | 2                              | 6                              | 6                              | 0                              | 0                              | 18                             | 3                              | Rise                           | TBC                            |
| Total                          | Total                          | Total                          | 24                             | 13                             | 6                              | 5                              | 40                             | 23                             | 26                             | 26                             |

## Adversari
| Adversar          | Meciuri | Victorie | Remiză | Înfrângere |           | Adversar | Meciuri | Victorie | Remiză | Înfrângere |
| ----------------- | ------- | -------- | ------ | ---------- | --------- | -------- | ------- | -------- | ------ | ---------- |
| Anglia            | 2       | 1        | 0      | 1          | Argentina | 2        | 1       | 1        | 0      |            |
| Cehia             | 2       | 1        | 0      | 1          | Columbia  | 2        | 2       | 0        | 0      |            |
| Cuba              | 2       | 0        | 1      | 1          | Brazilia  | 1        | 0       | 0        | 1      |            |
| Camerun           | 1       | 0        | 0      | 1          | Croația   | 1        | 0       | 0        | 1      |            |
| Elveția           | 1       | 0        | 0      | 1          | Peru      | 1        | 1       | 0        | 0      |            |
| Republica Irlanda | 1       | 0        | 1      | 0          | Suedia    | 1        | 0       | 1        | 0      |            |
| Statele Unite     | 1       | 1        | 0      | 0          | Rusia     | 1        | 1       | 0        | 0      |            |
| Tunisia           | 1       | 0        | 1      | 0          | Uruguay   | 1        | 0       | 0        | 1      |            |
| 8 echipe          | 11      | 3        | 3      | 5          | 8 echipe  | 10       | 5       | 2        | 3      |            |

| Adversar | Meciuri | Victorie | Remiză | Înfrângere |               | Adversar | Meciuri | Victorie | Remiză | Înfrângere |
| -------- | ------- | -------- | ------ | ---------- | ------------- | -------- | ------- | -------- | ------ | ---------- |
| Franța   | 3       | 0        | 1      | 2          | Germania      | 2        | 0       | 1        | 1      |            |
| Italia   | 2       | 0        | 1      | 1          | Portugalia    | 2        | 0       | 0        | 2      |            |
| Spania   | 2       | 0        | 1      | 1          | Țările de Jos | 2        | 0       | 0        | 2      |            |
| Anglia   | 1       | 1        | 0      | 0          | Albania       | 1        | 0       | 0        | 1      |            |
| Belgia   | 1       | 0        | 0      | 1          | Bulgaria      | 1        | 0       | 0        | 1      |            |
| Elveția  | 1       | 0        | 1      | 0          | Slovacia      | 1        | 0       | 1        | 0      |            |
| Ucraina  | 1       | 1        | 0      | 0          |               |          |         |          |        |            |
| 7 echipe | 11      | 2        | 4      | 5          | 6 echipe      | 9        | 0       | 2        | 7      |            |

## Turnee
| Faza | Naționala | Scor | Adversar | Final |
| ---- | --------- | ---- | -------- | ----- |

| Grupelor | România | 1 - 0 | Columbia | Victorie   |
| Grupelor | România | 2 - 1 | Anglia   | Victorie   |
| Grupelor | România | 1 - 1 | Tunisia  | Remiză     |
| Optimi   | România | 0 - 1 | Croația  | Înfrângere |

| Grupelor | România | 3 - 1 | Columbia      | Victorie   |
| Grupelor | România | 1 - 4 | Elveția       | Înfrângere |
| Grupelor | România | 1 - 0 | Statele Unite | Victorie   |
| Optimi   | România | 3 - 2 | Argentina     | Victorie   |
| Sferturi | România | 2 - 2 | Suedia        | Remiză     |
| Sferturi | România | 4 - 5 | Suedia        | Penalty    |

| Grupelor | România | 2 - 0 | Rusia             | Victorie   |
| Grupelor | România | 1 - 2 | Camerun           | Înfrângere |
| Grupelor | România | 1 - 1 | Argentina         | Remiză     |
| Optimi   | România | 0 - 0 | Republica Irlanda | Remiză     |
| Optimi   | România | 4 - 5 | Republica Irlanda | Penalty    |

| Grupelor | România | 0 - 1 | Anglia   | Înfrângere |
| Grupelor | România | 2 - 3 | Brazilia | Înfrângere |
| Grupelor | România | 2 - 1 | Cehia    | Victorie   |

| Optimi   | România | 3 - 3 | Cuba | Remiză     |
| Rejucare | România | 1 - 2 | Cuba | Înfrângere |

| Optimi | România | 1 - 2 | Cehoslovacia | Înfrângere |

| Grupelor | România | 3 - 1 | Peru    | Victorie   |
| Grupelor | România | 0 - 4 | Uruguay | Înfrângere |

| Faza | Naționala | Scor | Adversar | Final |
| ---- | --------- | ---- | -------- | ----- |

| Grupelor | România | 1 - 0 | Columbia | Victorie   |
| Grupelor | România | 2 - 1 | Anglia   | Victorie   |
| Grupelor | România | 1 - 1 | Tunisia  | Remiză     |
| Optimi   | România | 0 - 1 | Croația  | Înfrângere |

| Grupelor | România | 3 - 1 | Columbia      | Victorie   |
| Grupelor | România | 1 - 4 | Elveția       | Înfrângere |
| Grupelor | România | 1 - 0 | Statele Unite | Victorie   |
| Optimi   | România | 3 - 2 | Argentina     | Victorie   |
| Sferturi | România | 2 - 2 | Suedia        | Remiză     |
| Sferturi | România | 4 - 5 | Suedia        | Penalty    |

| Grupelor | România | 2 - 0 | Rusia             | Victorie   |
| Grupelor | România | 1 - 2 | Camerun           | Înfrângere |
| Grupelor | România | 1 - 1 | Argentina         | Remiză     |
| Optimi   | România | 0 - 0 | Republica Irlanda | Remiză     |
| Optimi   | România | 4 - 5 | Republica Irlanda | Penalty    |

| Grupelor | România | 0 - 1 | Anglia   | Înfrângere |
| Grupelor | România | 2 - 3 | Brazilia | Înfrângere |
| Grupelor | România | 2 - 1 | Cehia    | Victorie   |

| Optimi   | România | 3 - 3 | Cuba | Remiză     |
| Rejucare | România | 1 - 2 | Cuba | Înfrângere |

| Optimi | România | 1 - 2 | Cehoslovacia | Înfrângere |

| Grupelor | România | 3 - 1 | Peru    | Victorie   |
| Grupelor | România | 0 - 4 | Uruguay | Înfrângere |

| Faza | Naționala | Scor | Adversar | Final |
| ---- | --------- | ---- | -------- | ----- |

| Grupelor | România | 3 - 0 | Ucraina       | Victorie   |
| Grupelor | România | 0 - 2 | Belgia        | Înfrângere |
| Grupelor | România | 1 - 1 | Slovacia      | Remiză     |
| Optimi   | România | 0 - 3 | Țările de Jos | Înfrângere |

| Grupelor | România | 1 - 2 | Franța  | Înfrângere |
| Grupelor | România | 1 - 1 | Elveția | Remiză     |
| Grupelor | România | 0 - 1 | Albania | Înfrângere |

| Grupelor | România | 0 - 0 | Franța        | Remiză     |
| Grupelor | România | 1 - 1 | Italia        | Remiză     |
| Grupelor | România | 0 - 2 | Țările de Jos | Înfrângere |

| Grupelor | România | 1 - 1 | Germania   | Remiză     |
| Grupelor | România | 0 - 1 | Portugalia | Înfrângere |
| Grupelor | România | 3 - 2 | Anglia     | Victorie   |
| Sferturi | România | 0 - 2 | Italia     | Înfrângere |

| Grupelor | România | 0 - 1 | Franța   | Înfrângere |
| Grupelor | România | 0 - 1 | Bulgaria | Înfrângere |
| Grupelor | România | 1 - 2 | Spania   | Înfrângere |

| Grupelor | România | 1 - 1 | Spania           | Remiză     |
| Grupelor | România | 1 - 2 | Germania de Vest | Înfrângere |
| Grupelor | România | 0 - 1 | Portugalia       | Înfrângere |

| Faza | Naționala | Scor | Adversar | Final |
| ---- | --------- | ---- | -------- | ----- |

| Grupelor | România | 3 - 0 | Ucraina       | Victorie   |
| Grupelor | România | 0 - 2 | Belgia        | Înfrângere |
| Grupelor | România | 1 - 1 | Slovacia      | Remiză     |
| Optimi   | România | 0 - 3 | Țările de Jos | Înfrângere |

| Grupelor | România | 1 - 2 | Franța  | Înfrângere |
| Grupelor | România | 1 - 1 | Elveția | Remiză     |
| Grupelor | România | 0 - 1 | Albania | Înfrângere |

| Grupelor | România | 0 - 0 | Franța        | Remiză     |
| Grupelor | România | 1 - 1 | Italia        | Remiză     |
| Grupelor | România | 0 - 2 | Țările de Jos | Înfrângere |

| Grupelor | România | 1 - 1 | Germania   | Remiză     |
| Grupelor | România | 0 - 1 | Portugalia | Înfrângere |
| Grupelor | România | 3 - 2 | Anglia     | Victorie   |
| Sferturi | România | 0 - 2 | Italia     | Înfrângere |

| Grupelor | România | 0 - 1 | Franța   | Înfrângere |
| Grupelor | România | 0 - 1 | Bulgaria | Înfrângere |
| Grupelor | România | 1 - 2 | Spania   | Înfrângere |

| Grupelor | România | 1 - 1 | Spania           | Remiză     |
| Grupelor | România | 1 - 2 | Germania de Vest | Înfrângere |
| Grupelor | România | 0 - 1 | Portugalia       | Înfrângere |

## Palmares
- Campionatul Mondial de Fotbal
  - Sfert-finalistă (1): 1994
- Campionatul European de Fotbal
  - Sfert-finalistă (1): 2000
- Jocurile Olimpice
  - Sfert-finalistă (1): 1964
- Cupa Balcanilor:
  - Câștigătoare (4): 1929–1931, 1933, 1936, 1977–1980
  - Finalistă (1): 1973–1976

## Echipament
| Firmă echipament | Perioadă     |
| ---------------- | ------------ |
| Le Coq Sportif   | 1977–1983    |
| Adidas           | 1984–2015    |
| Joma             | 2015–prezent |

| CM 1930-1934 acasă | CM 1938 acasă | CM 1970 acasă | CM 1970 deplasare | Euro 1984 acasă | Euro 1984 deplasare | CM 1990 acasă | CM 1990 deplasare |

| 1994 acasă | 1994 deplasare | 1996 acasă | 1998 acasă | 1998 deplasare | 2000 acasă | 2006 acasă | 2008 acasă |

| 2008 deplasare | 2010 acasă | 2010 deplasare | 2012 acasă | 2012 deplasare | 2014 acasă | 2014 deplasare | 2015 acasă |

| 2015 deplasare | 2017 acasă | 2017 deplasare | 2021 acasă | 2021 deplasare | 2021 al treilea |

## Rezultate și program

### 2024
| 6 septembrie 2024Liga Națiunilor | Kosovo | 0–3    | România                             | Priștina, Kosovo                                                                      |  |
| 21:45                            |        | Raport | Man 40' Marin 51' (pen.) Drăguș 82' | Stadion: Stadionul Fadil Vokrri Spectatori: 12.872 Arbitru: Aliar Aghaev (Azerbaijan) |  |

| 9 septembrie 2024Liga Națiunilor | România                                   | 3–1    | Lituania  | București, România                                                              |  |
| 21:45                            | Mihăilă 4' Marin 87' (pen.) Mitriță 90+2' | Raport | Kučys 34' | Stadion: Stadionul Steaua Spectatori: 28.168 Arbitru: Rade Obrenovic (Slovenia) |  |

| 12 octombrie 2024Liga Națiunilor | Cipru | 0–3    | România                                  | Larnaca, Cipru                                                            |  |
| 21:45                            |       | Raport | Man 16' R. Marin 25' (pen.) Drăgușin 36' | Stadion: AEK Arena Spectatori: 6.092 Arbitru: Sascha Stegemann (Germania) |  |

| 15 octombrie 2024Liga Națiunilor | Lituania        | 1–2    | România                        | Kaunas, Lituania                                                                  |  |
| 21:45                            | Kučys 7' (pen.) | Raport | R. Marin 18' (pen.) Drăguș 65' | Stadion: stadion Dariaus ir Girėno Spectatori: 2.585 Arbitru: Nick Walsh (Scoția) |  |

| 15 noiembrie 2024Liga Națiunilor | România | 3–0 (La masa verde) | Kosovo | București, România       |  |
| 21:45                            |         | Raport              |        | Stadion: Arena Națională |  |

| 18 noiembrie 2024Liga Națiunilor | România                                 | 4–1    | Cipru      | București, România                                                          |  |
| 21:45                            | Bîrligea 2' R. Marin 42', 80' Coman 83' | Raport | Pittas 52' | Stadion: Arena Națională Spectatori: 45.318 Arbitru: Luca Pairetto (Italia) |  |

1. ↑  Meciul dintre România și Kosovo a fost anulat și a fost acordată o victorie la masa verde (3-0) pentru România, după ce echipa Kosovo s-a retras de pe teren în minutul 90+4 al meciului de la București, la scorul 0-0 și a refuzat să mai revină și să reia meciul.[11]

### 2025
| 21 martie 2025Calificări CM 2026 | România | 0–1    | Bosnia și Herțegovina | București, România                                                                  |  |
| 21:45                            |         | Raport | Gigović 14'           | Stadion: Arena Națională Spectatori: 49.413 Arbitru: Danny Makkelie (Țările de Jos) |  |

| 24 martie 2025Calificări CM 2026 | San Marino  | 1–5    | România                                                                       | Serravalle, San Marino                                                              |  |
| 21:45                            | Zannoni 67' | Raport | Cevoli 6' (o.g.) Popescu 44' R. Marin 55' (pen.) Hagi 75' (pen.) Alibec 90+4' | Stadion: San Marino Stadium Spectatori: 3.556 Arbitru: Damian Sylwestrzak (Polonia) |  |

| 7 iunie 2025Calificări CM 2026 | Austria                      | 2–1    | România      | Viena, Austria                                                                      |  |
| 21:45                          | Gregoritsch 42' Sabitzer 60' | Raport | Tănase 90+5' | Stadion: Ernst-Happel-Stadion Spectatori: 48.500 Arbitru: Maurizio Mariani (Italia) |  |

| 10 iunie 2025Calificări CM 2026 | România              | 2–0    | Cipru | București, România                                                             |  |
| 21:45                           | Tănase 43' Man 45+2' | Raport |       | Stadion: Arena Națională Spectatori: 43.524 Arbitru: Donatas Rumšas (Lituania) |  |

| 5 septembrie 2025Amical | România | v      | Canada | București, România |  |
|                         |         | Raport |        | Stadion: TBD       |  |

| 9 septembrie 2025Calificări CM 2026 | Cipru | v      | România | Cipru |  |
| 21:45                               |       | Raport |         |       |  |

| 9 octombrie 2025Amical | România | v      | Republica Moldova | București, România |  |
|                        |         | Raport |                   | Stadion: TBD       |  |

| 12 octombrie 2025Calificări CM 2026 | România | v      | Austria | România |  |
| 21:45                               |         | Raport |         |         |  |

| 15 noiembrie 2025Calificări CM 2026 | Bosnia și Herțegovina | v      | România | Bosnia și Herțegovina |  |
| 21:45                               |                       | Raport |         |                       |  |

| 18 noiembrie 2025Calificări CM 2026 | România | v      | San Marino | România |  |
| 21:45                               |         | Raport |            |         |  |

## Lotul actual
Următorii jucători au fost convocați pentru meciurile oficiale cu selecționatele din Austria și Cipru, din 7 și 10 iunie 2025, în calificările Campionatului Mondial de Fotbal din 2026.
Selecții și goluri la data de 10 iunie 2025, după meciul contra Cipru.
| Nr. | Poz. | Jucător                   | Data nașterii (vârsta)         | Selecții | Goluri | Club                  |
| --- | ---- | ------------------------- | ------------------------------ | -------- | ------ | --------------------- |
|     | P    | Florin Niță               | 3 iulie 1987 (38 de ani)       | 31       | 0      | Damac                 |
|     | P    | Horațiu Moldovan          | 20 ianuarie 1998 (27 de ani)   | 14       | 0      | Sassuolo              |
|     | P    | Ștefan Târnovanu          | 9 mai 2000 (25 de ani)         | 3        | 0      | FCSB                  |
|     |      |                           |                                |          |        |                       |
|     | F    | Nicușor Bancu             | 18 septembrie 1992 (32 de ani) | 47       | 2      | Universitatea Craiova |
|     | F    | Andrei Burcă              | 15 aprilie 1993 (32 de ani)    | 41       | 1      | Yunnan Yukun          |
|     | F    | Andrei Rațiu              | 20 iunie 1998 (27 de ani)      | 31       | 1      | Rayo Vallecano        |
|     | F    | Ionuț Nedelcearu          | 25 aprilie 1996 (29 de ani)    | 27       | 2      | Akron Tolyatti        |
|     | F    | Mihai Popescu             | 7 mai 1993 (32 de ani)         | 4        | 1      | FCSB                  |
|     | F    | Raul Opruț                | 4 ianuarie 1998 (27 de ani)    | 4        | 0      | Dinamo București      |
|     | F    | Vladimir Screciu          | 13 ianuarie 2000 (25 de ani)   | 4        | 0      | Universitatea Craiova |
|     | F    | Virgil Ghiță              | 4 iunie 1998 (27 de ani)       | 3        | 0      | Cracovia              |
|     | F    | Valentin Crețu            | 2 ianuarie 1989 (36 de ani)    | 2        | 0      | FCSB                  |
|     |      |                           |                                |          |        |                       |
|     | M    | Nicușor Stanciu (căpitan) | 7 mai 1993 (32 de ani)         | 82       | 15     | Damac                 |
|     | M    | Vlad Chiricheș            | 14 noiembrie 1989 (35 de ani)  | 77       | 0      | FCSB                  |
|     | M    | Răzvan Marin              | 23 mai 1996 (29 de ani)        | 68       | 12     | Cagliari              |
|     | M    | Dennis Man                | 26 august 1998 (26 de ani)     | 37       | 10     | Parma                 |
|     | M    | Valentin Mihăilă          | 2 februarie 2000 (25 de ani)   | 31       | 5      | Parma                 |
|     | M    | Marius Marin              | 30 august 1998 (26 de ani)     | 31       | 0      | Pisa                  |
|     | M    | Alexandru Mitriță         | 8 februarie 1995 (30 de ani)   | 25       | 4      | Universitatea Craiova |
|     | M    | Florin Tănase             | 30 decembrie 1994 (30 de ani)  | 21       | 5      | FCSB                  |
|     | M    | Deian Sorescu             | 29 august 1997 (27 de ani)     | 21       | 0      | Gaziantep FK          |
|     | M    | Adrian Șut                | 30 aprilie 1999 (26 de ani)    | 7        | 0      | FCSB                  |
|     | M    | David Miculescu           | 2 mai 2001 (24 de ani)         | 2        | 0      | FCSB                  |
|     |      |                           |                                |          |        |                       |
|     | A    | Denis Alibec              | 5 ianuarie 1991 (34 de ani)    | 45       | 6      | Farul Constanța       |
|     | A    | Denis Drăguș              | 6 iulie 1999 (26 de ani)       | 24       | 5      | Trabzonspor           |
|     | A    | Daniel Bîrligea           | 19 aprilie 2000 (25 de ani)    | 4        | 1      | FCSB                  |
|     | A    | Louis Munteanu            | 16 iunie 2002 (23 de ani)      | 1        | 0      | CFR Cluj              |

### Convocări recente
Următorii jucători au fost convocați în ultimele 12 luni:
| Poz. | Jucător            | Data nașterii (vârsta)         | Selecții | Goluri | Club                  | Ultima convocare               |
| ---- | ------------------ | ------------------------------ | -------- | ------ | --------------------- | ------------------------------ |
| P    | Răzvan Sava        | 21 iunie 2002 (23 de ani)      | 0        | 0      | Udinese               | v. Cipru, 18 noiembrie 2024    |
| P    | Laurențiu Popescu  | 18 ianuarie 1997 (28 de ani)   | 0        | 0      | Universitatea Craiova | v. Lituania, 9 septembrie 2024 |
|      |                    |                                |          |        |                       |                                |
| F    | Alexandru Chipciu  | 18 mai 1989 (36 de ani)        | 46       | 6      | Universitatea Cluj    | v. San Marino, 24 martie 2025  |
| F    | Adrian Rus         | 18 martie 1996 (29 de ani)     | 22       | 1      | Pisa                  | v. San Marino, 24 martie 2025  |
| F    | Denis Ciobotariu   | 10 iunie 1998 (27 de ani)      | 1        | 0      | Rapid București       | v. San Marino, 24 martie 2025  |
| F    | Cristian Manea     | 9 august 1997 (27 de ani)      | 25       | 2      | Rapid București       | v. Cipru, 18 noiembrie 2024    |
| F    | Radu Drăgușin      | 3 februarie 2002 (23 de ani)   | 27       | 1      | Tottenham             | v. Cipru, 18 noiembrie 2024    |
| F    | Matei Ilie         | 11 decembrie 2002 (22 de ani)  | 0        | 0      | CFR Cluj              | v. Cipru, 18 noiembrie 2024    |
| F    | Alexandru Pașcanu  | 28 septembrie 1998 (26 de ani) | 1        | 0      | Rapid București       | v. Cipru, 18 noiembrie 2024    |
| F    | Iulian Cristea     | 17 iulie 1994 (30 de ani)      | 4        | 0      | Universitatea Cluj    | v. Lituania, 9 septembrie 2024 |
|      |                    |                                |          |        |                       |                                |
| M    | Ianis Hagi         | 22 octombrie 1998 (26 de ani)  | 47       | 6      | Rangers               | v. San Marino, 24 martie 2025  |
| M    | Olimpiu Moruțan    | 25 aprilie 1999 (26 de ani)    | 16       | 1      | Ankaragücü            | v. San Marino, 24 martie 2025  |
| M    | Vlad Dragomir      | 24 aprilie 1999 (26 de ani)    | 1        | 0      | Pafos                 | v. San Marino, 24 martie 2025  |
| M    | Dennis Politic     | 5 martie 2000 (25 de ani)      | 1        | 0      | Dinamo București      | v. San Marino, 24 martie 2025  |
| M    | Darius Olaru       | 3 martie 1998 (27 de ani)      | 25       | 0      | FCSB                  | v. Cipru, 18 noiembrie 2024    |
| M    | Florinel Coman     | 10 aprilie 1998 (27 de ani)    | 20       | 2      | Cagliari              | v. Cipru, 18 noiembrie 2024    |
| M    | Victor Dican       | 11 octombrie 2000 (24 de ani)  | 0        | 0      | Farul Constanța       | v. Lituania, 15 octombrie 2024 |
| M    | Andrei Artean      | 14 august 1993 (31 de ani)     | 0        | 0      | CFR Cluj              | v. Lituania, 9 septembrie 2024 |
| M    | Mihai Lixandru ACC | 5 iunie 2001 (24 de ani)       | 0        | 0      | FCSB                  | v. Kosovo, 6 septembrie 2024   |
|      |                    |                                |          |        |                       |                                |
| A    | George Pușcaș      | 8 aprilie 1996 (29 de ani)     | 46       | 11     | Bodrumspor⁠            | v. Lituania, 15 octombrie 2024 |

## Jucători remarcabili

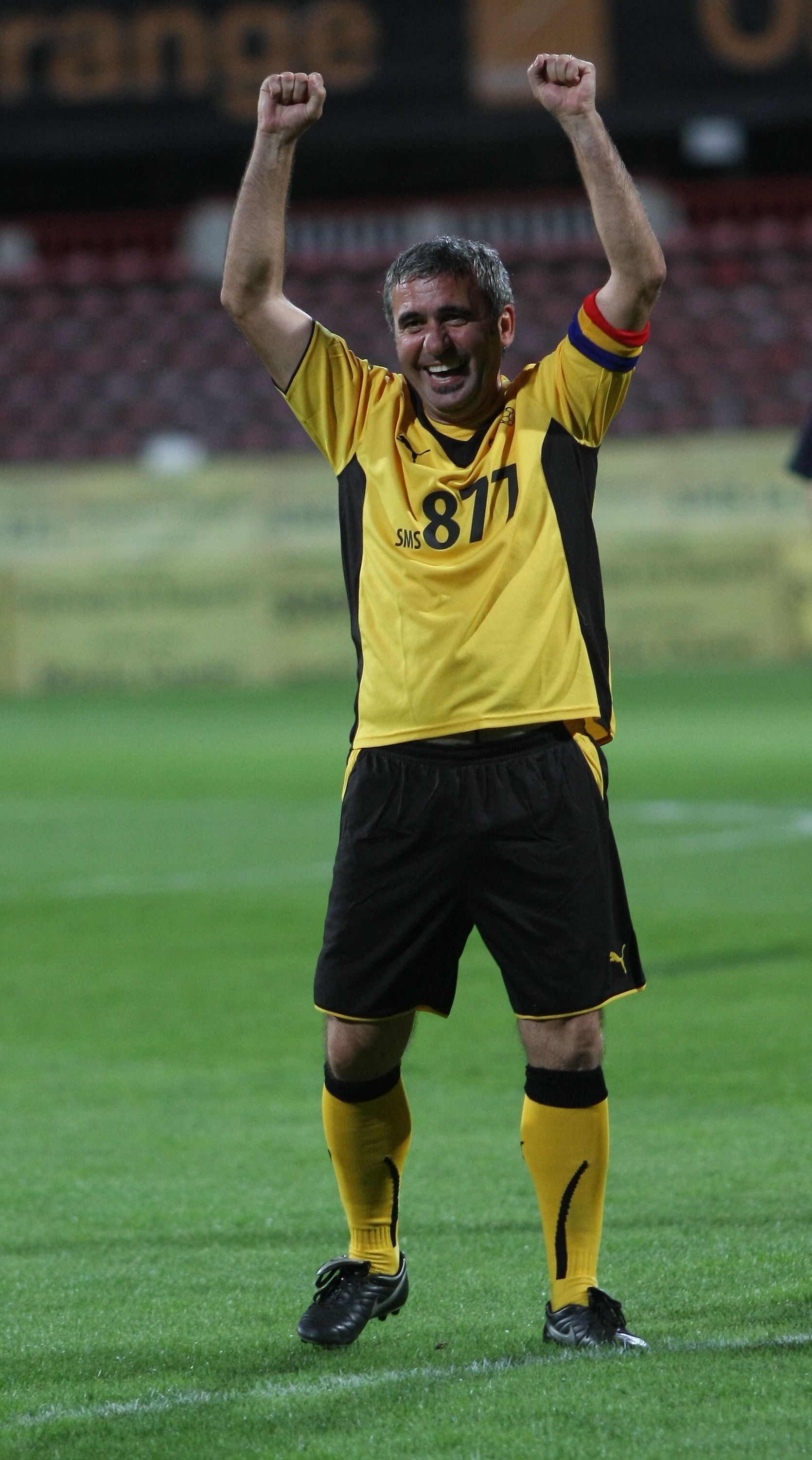
Gheorghe Hagi

### Cei mai selecționați jucători
La 9 iunie 2022, cei zece jucători cu cele mai multe selecții pentru România sunt:
| #   | Nume             | Carieră   | Selecții | Goluri | Ref    |
| --- | ---------------- | --------- | -------- | ------ | ------ |
| 1.  | Dorinel Munteanu | 1991–2007 | 134      | 16     | [ 14 ] |
| 2.  | Gheorghe Hagi    | 1983–2000 | 125      | 35     | [ 15 ] |
| 3.  | Gheorghe Popescu | 1988–2003 | 115      | 16     | [ 16 ] |
| 4.  | Răzvan Raț       | 2002–2019 | 105      | 2      | [ 17 ] |
| 5.  | Ladislau Bölöni  | 1975–1988 | 102      | 23     | [ 18 ] |
| 6.  | Dan Petrescu     | 1989–2000 | 95       | 12     | [ 19 ] |
| 7.  | Bogdan Stelea    | 1988–2005 | 91       | 0      | [ 20 ] |
| 8.  | Michael Klein    | 1981–1991 | 89       | 5      | [ 21 ] |
| 9.  | Bogdan Lobonț    | 1998–2018 | 86       | 0      | [ 22 ] |
| 10. | Mircea Rednic    | 1981–1991 | 83       | 2      | [ 23 ] |
| 10. | Marius Lăcătuș   | 1984–1998 | 83       | 13     | [ 24 ] |

### Golgheteri
La 9 iunie 2022, clasamentul jucătorilor cu cele mai multe goluri marcate pentru România arăta astfel:
| #   | Nume              | Perioadă  | Goluri (Selecții) |
| --- | ----------------- | --------- | ----------------- |
| 1.  | Adrian Mutu       | 2000–2013 | 35 (77)           |
| 2.  | Gheorghe Hagi     | 1983–2000 | 35 (124)          |
| 3.  | Iuliu Bodola      | 1931–1939 | 31 (48)           |
| 4.  | Viorel Moldovan   | 1993–2005 | 25 (70)           |
| 4.  | Ciprian Marica    | 2003–2014 | 25 (72)           |
| 6.  | Ladislau Bölöni   | 1975–1988 | 23 (102)          |
| 7.  | Dudu Georgescu    | 1973–1984 | 21 (40)           |
| 7.  | Florin Răducioiu  | 1990–1996 | 21 (40)           |
| 7.  | Anghel Iordănescu | 1971–1981 | 21 (57)           |
| 7.  | Rodion Cămătaru   | 1978–1990 | 21 (73)           |
| 11. | Ilie Dumitrescu   | 1989–1998 | 20 (62)           |
| 12. | Ștefan Dobay      | 1930–1939 | 19 (41)           |

### Căpitani
| #  | Nume               | Perioadă    | Meciuri în rol de căpitan | Total meciuri |
| -- | ------------------ | ----------- | ------------------------- | ------------- |
| 1. | Gheorghe Hagi      | 1983 - 2000 | 65                        | 125           |
| 2. | Cristian Chivu     | 1999 - 2011 | 50                        | 75            |
| 3. | Costică Ștefănescu | 1977 - 1985 | 43                        | 66            |
| 4. | Cornel Dinu        | 1968 - 1981 | 38                        | 75            |
| 5. | Gheorghe Popescu   | 1988 - 2003 | 33                        | 115           |

## Clasamentul Mondial FIFA (istoric)
| AN/LUNA | Ianuarie    | Februarie     | Martie        | Aprilie       | Mai           | Iunie         | Iulie         | August        | Septembrie    | Octombrie     | Noiembrie     | Decembrie     |
| ------- | ----------- | ------------- | ------------- | ------------- | ------------- | ------------- | ------------- | ------------- | ------------- | ------------- | ------------- | ------------- |
| 1992    | --          | --            | --            | --            | --            | --            | --            | --            | --            | --            | --            | 11° (51)      |
| 1993    | 11° (51)    | 11° (51)      | 11° (51)      | 11° (51)      | 11° (51)      | 11° (51)      | 11° (51)      | 21º (47)      | 20º (48)      | 15º (52)      | 12º (55)      | 13º (52)      |
| 1994    | 13° (52)    | 18º (50)      | 10º (54)      | 11º (53)      | 10º (54)      | 7º (55)       | 7º (58)       | 7° (58)       | 7º (58)       | 8º (57)       | 11º (57)      | 11º (57)      |
| 1995    | 11° (57)    | 12º (56)      | 12º (56)      | 10º (57)      | 11º (57)      | 11º (57)      | 13º (53)      | 14º (53)      | 7º (58)       | 15º (54)      | 12º (55)      | 11º (55)      |
| 1996    | 11º (55)    | 11º (54)      | 11º (54)      | 18º (51)      | 16º (52)      | 16º (52)      | 23º (51)      | 18º (52)      | 15º (53)      | 14º (55)      | 20º (53)      | 16º (56)      |
| 1997    | 16º (56)    | 15º (55)      | 15º (55)      | 9º (59)       | 9º (59)       | 6º (60)       | 4º (61)       | 12º (58)      | 3º (63)       | 5º (62)       | 5º (62)       | 7º (60)       |
| 1998    | 7º (60)     | 11º (59)      | 15º (58)      | 22º (56)      | 22º (55)      | 22º (55)      | 13º (60)      | 13º (60)      | 13º (59)      | 12º (60)      | 12º (60)      | 12º (60)      |
| 1999    | 10º (698)   | 10º (698)     | 10º (697)     | 11º (700)     | 10º (701)     | 9º (704)      | 9º (694)      | 10º (694)     | 11º (709)     | 9º (713)      | 9º (714)      | 8º (715)      |
| 2000    | 8º (715)    | 8º (713)      | 8º (712)      | 9º (704)      | 10º (701)     | 11º (692)     | 12º (701)     | 12º (695)     | 12º (698)     | 13º (691)     | 13º (685)     | 13º (683)     |
| 2001    | 13º (683)   | 13º (681)     | 13º (680)     | 12º (688)     | 12º (683)     | 12º (696)     | 11º (689)     | 14º (687)     | 15º (695)     | 15º (694)     | 15º (687)     | 15º (688)     |
| 2002    | 15º (686)   | 16º (684)     | 17º (678)     | 16º (673)     | 14º (657)     | 14º (657)     | 25º (657)     | 27º (645)     | 26º (651)     | 21º (665)     | 21º (662)     | 24º (649)     |
| 2003    | 26º (648)   | 23º (649)     | 24º (650)     | 29º (635)     | 27º (631)     | 21º (652)     | 21º (648)     | 19º (664)     | 20º (663)     | 21º (657)     | 24º (652)     | 27º (653)     |
| 2004    | 27º (652)   | 28º (650)     | 31º (649)     | 28º (655)     | 23º (658)     | 31º (645)     | 32º (638)     | 35º (636)     | 32º (644)     | 26º (664)     | 28º (662)     | 29º (664)     |
| 2005    | 28º (664)   | 28º (662)     | 29º (656)     | 30º (654)     | 32º (647)     | 32º (654)     | 31º (651)     | 31º (649)     | 32º (660)     | 28º (681)     | 27º (686)     | 27º (686)     |
| 2006    | 27º (686)   | 30º (685)     | 26º (691)     | 25º (687)     | 25º (685)     | 25º (685)     | 26º (834)     | 26º (834)     | 25º (817)     | 23º (870)     | 19º (912)     | 19º (912)     |
| 2007    | 20º (912)   | 15º (912)     | 14º (919)     | 14º (929)     | 15º (930)     | 12º (1.068)   | 13º (1.068)   | 13º (1.090)   | 12º (1.037)   | 12º (1.086)   | 13º (1.088)   | 13º (1.088)   |
| 2008    | 13º (1.088) | 13º (1.060)   | 13º (1.060)   | 12º (1.085)   | 12º (1.082)   | 12º (1.069)   | 12º (1.021)   | 11º (1.021)   | 13º (1.007)   | 18º (927)     | 19º (892)     | 21º (858)     |
| 2009    | 21º (858)   | 17º (880)     | 20º (849)     | 28º (792)     | 28º (792)     | 28º (790)     | 26º (814)     | 27º (814)     | 26º (827)     | 36º (752)     | 32º (763)     | 36º (745)     |
| 2010    | 36º (745)   | 38º (745)     | 32º (798)     | 28º (843)     | 28º (853)     | 28º (853)     | 42º (697)     | 42º (697)     | 46º (631)     | 50º (568)     | 52º (538)     | 56º (531)     |
| 2011    | 56º (531)   | 57º (531)     | 52º (549)     | 41º (607)     | 42º (607)     | 53º (571)     | 53º (571)     | 54º (558)     | 49º (584)     | 55º (575)     | 56º (562)     | 56º (562)     |
| 2012    | 55º (562)   | 52º (583)     | 53º (573)     | 45º (603)     | 45º (603)     | 52º (572)     | 52º (580)     | 51º (580)     | 57º (542)     | 46º (619)     | 37º (669)     | 33º (700)     |
| 2013    | 33º (700)   | 31º (744)     | 31º (768)     | 34º (746)     | 34º (746)     | 34º (750)     | 33º (732)     | 33º (732)     | 31º (739)     | 29º (767)     | 32º (734)     | 32º (734)     |
| 2014    | 33º (734)   | 33º (746)     | 32º (740)     | 31º (756)     | 32º (756)     | 29º (761)     | 28º (733)     | 27º (740)     | 26º (837)     | 21º (876)     | 15º (1014)    | 15º (1014)    |
| 2015    | 15º (1014)  | 16º (1022)    | 14º (1081)    | 12º (1086)    | 12º (1086)    | 12º (1115)    | 8º (1166)     | 7º (1166)     | 7º (1176)     | 13º (1042)    | 14º (1039)    | 16º (980)     |
| 2016    | 16º (980)   | 16º (987)     | 16º (990)     | 19º (922)     | 19º (920)     | 22º (878)     | 24º (856)     | 25º (856)     | 32º (773)     | 34º (746)     | 39º (690)     | 39º (690)     |
| 2017    | 38º (690)   | 40º (688)     | 39º (703)     | 47º (676)     | 47º (676)     | 46º (686)     | 42º (713)     | 42º (713)     | 41º (714)     | 45º (705)     | 41º (737)     | 41º (737)     |
| 2018    | 40º (737)   | 36º (737)     | 36º (749)     | 32º (737)     | 32º (737)     | 30º (782)     | --            | 28º (1490)    | 27º (1489)    | 26º (1491)    | 24º (1501)    | 24º (1501)    |
| 2019    | --          | 26º (1501)    | --            | 25º (1496)    | --            | 27º (1497)    | 28º (1497)    | --            | 31º (1490)    | 29º (1495)    | 37º (1475)    | 37º (1475)    |
| 2020    | --          | 37º (1475)    | --            | 37º (1475)    | --            | 37º (1475)    | 37º (1475)    | --            | 34º (1483)    | 44º (1455)    | 37º (1466)    | 37º (1466)    |
| 2021    | --          | 37º (1466)    | --            | 42º (1449,23) | 42º (1449,23) | --            | --            | 45º (1439,70) | 42º (1451,80) | 41º (1451,76) | 44º (1453,18) | 44º (1453,18) |
| 2022    | --          | 47º (1453,18) | 48º (1446,54) | --            | --            | 54º (1427,84) | --            | 54º (1427,84) | --            | 53º (1434,68) | --            | 52º (1432,64) |
| 2023    | --          | --            | --            | 46º (1444,58) | --            | 47º (1443,98) | 48º (1443,98) | --            | 47º (1448,03) | 48º (1446,52) | 43º (1472,73) | 43º (1472,73) |
| 2024    | --          | 45º (1472,73) | --            | 46º (1468,17) | --            | 47º (1462,35) | 45º (1474,70) | --            | 45º (1481,40) | 43º (1487,22) | 38º (1494,20) | 38º (1494,20) |
| 2025    | --          | --            | --            | 45º (1479,22) | --            | --            | 48º (1474,46) |               |               |               |               |               |

## Selecționerii echipei naționale a României
| - Teofil Moraru 1922 - 1923 - Costel Rădulescu 1923 - Adrian Suciu 1923 - 1924 - Teofil Moraru 1924 - 1928 - Costel Rădulescu 1923 - 1934 - Josef Uridil 1934 - Alexandru Săvulescu 1934 - 1935 - Costel Rădulescu 1935 - 1938 - Alexandru Săvulescu 1938 - Liviu Iuga 1938 - 1939 - Virgil Economu 1939 - 1940 - Liviu Iuga 1940 - 1941 - Virgil Economu 1941 - 1942 - Jean Lăpușneanu 1942 - 1943 - Emerich Vogl 1942 - 1943 - Coloman Braun-Bogdan 1945 - Virgil Economu 1946 - Colea Vâlcov 1947 - Emerich Vogl 1947 - Francisc Rónnay 1947 - Emerich Vogl 1947 - Colea Vâlcov 1948 - Petre Steinbach 1948 | - Iuliu Baratky 1948 - Emerich Vogl 1948 - Colea Vâlcov 1949 - Emerich Vogl 1949 - Ion Mihăilescu 1949 - Gheorghe Albu 1950 - Volodea Vâlcov 1950 - Emerich Vogl 1950 - 1951 - Gheorghe Popescu I 1951 - 1957 - Augustin Botescu 1958 - 1960 - Gheorghe Popescu I 1961 - Constantin Teașcă 1962 - Gheorghe Popescu I 1962 - Silviu Ploeșteanu 1962 - 1964 - Valentin Stănescu 1964 - Silviu Ploeșteanu 1964 - Ilie Oană 1965 - 1966 - Valentin Stănescu 1967 - Ilie Oană 1967 - Angelo Niculescu 1967 - Constantin Teașcă 1967 - Angelo Niculescu 1967 - 1970 - Valentin Stănescu 1971 | - Angelo Niculescu 1971 - Valentin Stănescu 1971 - Angelo Niculescu 1971 - Valentin Stănescu 1971 - Angelo Niculescu 1971 - Gheorghe Ola 1972 - Angelo Niculescu 1972 - Gheorghe Ola 1972 - Angelo Niculescu 1972 - Gheorghe Ola 1972 - Valentin Stănescu 1973 - 1975 - Cornel Drăgușin 1975 - Ștefan Kovacs 1976 - 1979 - Florin Halagian 1979 - Constantin Cernăianu 1979 - Ștefan Kovacs 1980 - Valentin Stănescu 1980 - 1981 - Mircea Lucescu 1981 - 1986 - Emeric Ienei 1986 - 1990 - Gheorghe Constantin 1990 - Mircea Rădulescu 1990 - 1992 - Cornel Dinu 1992 - 1993 - Anghel Iordănescu 1993 - 1998 | - Victor Pițurcă 1998 - 1999 - Emeric Ienei 2000 - Ladislau Bölöni 2000 - 2001 - Gheorghe Hagi 2001 - 2002 - Anghel Iordănescu 2002 - 2004 - Victor Pițurcă 2004 - 2009 - Răzvan Lucescu 2009 - 2011 - Victor Pițurcă 2011 - 2014 - Anghel Iordănescu 2014 - 2016 - Christoph Daum 2016 - 2017 - Cosmin Contra 2017 - 2019 - Mirel Rădoi 2019 - 2021 - Eduard Iordănescu 2022 - 2024 - Mircea Lucescu 2024 - prezent |

Singurii selecționeri străini din istoria echipei naționale a României sunt austriacul Josef Uridil și germanul Christoph Daum.

### Selecționerii cu cele mai multe meciuri pe bancă
La 15 iunie 2025.
| Loc | Antrenor             | Meciuri |
| --- | -------------------- | ------- |
| 1   | Anghel Iordănescu    | 101     |
| 2   | Victor Pițurcă       | 95      |
| 3   | Mircea Lucescu       | 68      |
| 4   | Emerich Jenei        | 51      |
| 5   | Constantin Rădulescu | 49      |
| 6   | Angelo Niculescu     | 38      |
| 7   | Valentin Stănescu    | 36      |
| 8   | Ștefan Kovács        | 34      |
| 9   | Gheorghe Popescu     | 28      |
| 9   | Edward Iordănescu    | 28      |

## Rezultatele all-time ale României contra tuturor țărilor
Actualizat după meciul cu  Cipru din 10 iunie 2025
| Adversar              | Meciuri oficiale     | Meciuri oficiale     | Meciuri oficiale     | Meciuri oficiale     | Meciuri amicale      | Meciuri amicale      | Meciuri amicale      | Meciuri amicale      | Total                | Total                | Total                | Total                |
| Adversar              | Zona UEFA - (Europa) | Zona UEFA - (Europa) | Zona UEFA - (Europa) | Zona UEFA - (Europa) | Zona UEFA - (Europa) | Zona UEFA - (Europa) | Zona UEFA - (Europa) | Zona UEFA - (Europa) | Zona UEFA - (Europa) | Zona UEFA - (Europa) | Zona UEFA - (Europa) | Zona UEFA - (Europa) |
| Adversar              | MJ                   | V                    | E                    | Î                    | MJ                   | V                    | E                    | Î                    | MJ                   | V                    | E                    | Î                    |
| --------------------- | -------------------- | -------------------- | -------------------- | -------------------- | -------------------- | -------------------- | -------------------- | -------------------- | -------------------- | -------------------- | -------------------- | -------------------- |
| Albania               | 9                    | 6                    | 2                    | 1                    | 10                   | 7                    | 1                    | 2                    | 19                   | 13                   | 3                    | 3                    |
| Andorra               | 6                    | 6                    | 0                    | 0                    | -                    | -                    | -                    | -                    | 6                    | 6                    | 0                    | 0                    |
| Anglia                | 7                    | 3                    | 3                    | 1                    | 4                    | 0                    | 3                    | 1                    | 11                   | 3                    | 6                    | 2                    |
| Armenia               | 5                    | 3                    | 1                    | 1                    | 1                    | 1                    | 0                    | 0                    | 6                    | 4                    | 1                    | 1                    |
| Austria               | 9                    | 4                    | 2                    | 3                    | 4                    | 0                    | 3                    | 1                    | 13                   | 4                    | 5                    | 4                    |
| Azerbaidjan           | 4                    | 4                    | 0                    | 0                    | -                    | -                    | -                    | -                    | 4                    | 4                    | 0                    | 0                    |
| Belarus               | 6                    | 3                    | 3                    | 0                    | 1                    | 1                    | 0                    | 0                    | 7                    | 4                    | 3                    | 0                    |
| Belgia                | 3                    | 1                    | 0                    | 2                    | 9                    | 3                    | 2                    | 4                    | 12                   | 4                    | 2                    | 6                    |
| Bosnia și Herțegovina | 7                    | 4                    | 0                    | 3                    | -                    | -                    | -                    | -                    | 7                    | 4                    | 0                    | 3                    |
| Bulgaria              | 23                   | 12                   | 4                    | 7                    | 11                   | 6                    | 3                    | 2                    | 34                   | 18                   | 7                    | 9                    |
| Cehoslovacia          | 16                   | 4                    | 2                    | 10                   | 15                   | 2                    | 5                    | 8                    | 31                   | 6                    | 7                    | 18                   |
| Cehia                 | 2                    | 1                    | 0                    | 1                    | -                    | -                    | -                    |                      | 2                    | 1                    | 0                    | 1                    |
| Cipru                 | 11                   | 10                   | 1                    | 0                    | 5                    | 2                    | 2                    | 1                    | 16                   | 12                   | 3                    | 1                    |
| Croația               | 1                    | 0                    | 0                    | 1                    | 4                    | 1                    | 3                    |                      | 5                    | 0                    | 1                    | 4                    |
| Danemarca             | 8                    | 2                    | 4                    | 2                    | 10                   | 6                    | 0                    | 4                    | 18                   | 8                    | 4                    | 6                    |
| Elveția               | 13                   | 5                    | 5                    | 3                    | 2                    | 1                    | 0                    | 1                    | 15                   | 6                    | 5                    | 4                    |
| Estonia               | 2                    | 2                    | 0                    | 0                    | 2                    | 1                    | 0                    | 1                    | 4                    | 3                    | 0                    | 1                    |
| Finlanda              | 10                   | 7                    | 3                    | 0                    | 1                    | 1                    | 0                    | 0                    | 11                   | 8                    | 3                    | 0                    |
| Franța                | 9                    | 0                    | 5                    | 4                    | 7                    | 3                    | 0                    | 4                    | 16                   | 3                    | 5                    | 8                    |

| Adversar          | Meciuri Oficiale     | Meciuri Oficiale     | Meciuri Oficiale     | Meciuri Oficiale     | Meciuri Amicale      | Meciuri Amicale      | Meciuri Amicale      | Meciuri Amicale      | Total                | Total                | Total                | Total                |
| Adversar          | Zona UEFA - (Europa) | Zona UEFA - (Europa) | Zona UEFA - (Europa) | Zona UEFA - (Europa) | Zona UEFA - (Europa) | Zona UEFA - (Europa) | Zona UEFA - (Europa) | Zona UEFA - (Europa) | Zona UEFA - (Europa) | Zona UEFA - (Europa) | Zona UEFA - (Europa) | Zona UEFA - (Europa) |
| Adversar          | MJ                   | V                    | E                    | Î                    | MJ                   | V                    | E                    | Î                    | MJ                   | V                    | E                    | Î                    |
| ----------------- | -------------------- | -------------------- | -------------------- | -------------------- | -------------------- | -------------------- | -------------------- | -------------------- | -------------------- | -------------------- | -------------------- | -------------------- |
| Georgia           | 2                    | 1                    | 1                    | 0                    | 5                    | 4                    | 1                    | 0                    | 7                    | 5                    | 2                    | 0                    |
| Germania de Est   | 2                    | 1                    | 0                    | 1                    | 16                   | 4                    | 3                    | 9                    | 18                   | 5                    | 3                    | 10                   |
| Germania          | 3                    | 0                    | 1                    | 2                    | 11                   | 2                    | 2                    | 7                    | 14                   | 2                    | 3                    | 9                    |
| Grecia            | 10                   | 4                    | 5                    | 1                    | 24                   | 14                   | 5                    | 5                    | 34                   | 18                   | 10                   | 6                    |
| Insulele Feroe    | 8                    | 8                    | 0                    | 0                    | -                    | -                    | -                    | -                    | 8                    | 8                    | 0                    | 0                    |
| Irlanda de Nord   | 6                    | 1                    | 3                    | 2                    | 3                    | 1                    | 1                    | 1                    | 9                    | 2                    | 4                    | 3                    |
| Islanda           | 3                    | 2                    | 0                    | 1                    | -                    | -                    | -                    | -                    | 3                    | 2                    | 0                    | 1                    |
| Israel            | 4                    | 2                    | 2                    | 0                    | 20                   | 10                   | 5                    | 5                    | 24                   | 12                   | 7                    | 5                    |
| Italia            | 8                    | 1                    | 2                    | 5                    | 9                    | 1                    | 3                    | 5                    | 17                   | 2                    | 5                    | 10                   |
| Iugoslavia        | 7                    | 3                    | 1                    | 3                    | 35                   | 16                   | 4                    | 15                   | 42                   | 19                   | 5                    | 18                   |
| Kazahstan         | 2                    | 1                    | 1                    | 0                    | -                    | -                    | -                    | -                    | 2                    | 1                    | 1                    | 0                    |
| Kosovo            | 4                    | 3                    | 1                    | 0                    | -                    | -                    | -                    | -                    | 4                    | 3                    | 1                    | 0                    |
| Letonia           | -                    | -                    | -                    | -                    | 5                    | 4                    | 1                    | 0                    | 5                    | 4                    | 1                    | 0                    |
| Liechtenstein     | 6                    | 6                    | 0                    | 0                    | 1                    | 0                    | 1                    | 0                    | 7                    | 6                    | 1                    | 0                    |
| Lituania          | 10                   | 9                    | 0                    | 1                    | 5                    | 5                    | 0                    | 0                    | 15                   | 14                   | 0                    | 1                    |
| Luxemburg         | 6                    | 6                    | 0                    | 0                    | -                    | -                    | -                    | -                    | 6                    | 6                    | 0                    | 0                    |
| Macedonia de Nord | 5                    | 5                    | 0                    | 0                    | 1                    | 0                    | 0                    | 1                    | 6                    | 5                    | 0                    | 1                    |
| Malta             | 2                    | 2                    | 0                    | 0                    | -                    | -                    | -                    | -                    | 2                    | 2                    | 0                    | 0                    |
| Muntenegru        | 2                    | 1                    | 2                    | 1                    | 1                    | 0                    | 0                    | 1                    | 5                    | 2                    | 2                    | 1                    |

| Adversar                                  | Meciuri Oficiale     | Meciuri Oficiale     | Meciuri Oficiale     | Meciuri Oficiale     | Meciuri Amicale      | Meciuri Amicale      | Meciuri Amicale      | Meciuri Amicale      | Total                | Total                | Total                | Total                |
| Adversar                                  | Zona UEFA - (Europa) | Zona UEFA - (Europa) | Zona UEFA - (Europa) | Zona UEFA - (Europa) | Zona UEFA - (Europa) | Zona UEFA - (Europa) | Zona UEFA - (Europa) | Zona UEFA - (Europa) | Zona UEFA - (Europa) | Zona UEFA - (Europa) | Zona UEFA - (Europa) | Zona UEFA - (Europa) |
| Adversar                                  | MJ                   | V                    | E                    | Î                    | MJ                   | V                    | E                    | Î                    | MJ                   | V                    | E                    | Î                    |
| ----------------------------------------- | -------------------- | -------------------- | -------------------- | -------------------- | -------------------- | -------------------- | -------------------- | -------------------- | -------------------- | -------------------- | -------------------- | -------------------- |
| Norvegia                                  | 7                    | 1                    | 4                    | 2                    | 7                    | 3                    | 3                    | 1                    | 14                   | 4                    | 7                    | 3                    |
| Țările de Jos                             | 8                    | 1                    | 1                    | 6                    | 7                    | 0                    | 2                    | 5                    | 15                   | 1                    | 3                    | 11                   |
| Polonia                                   | 4                    | 1                    | 1                    | 2                    | 31                   | 13                   | 14                   | 4                    | 35                   | 14                   | 15                   | 6                    |
| Portugalia                                | 8                    | 3                    | 1                    | 4                    | 3                    | 1                    | 1                    | 1                    | 11                   | 4                    | 2                    | 5                    |
| Republica Irlanda                         | 3                    | 1                    | 2                    | 0                    | 2                    | 0                    | 0                    | 2                    | 5                    | 1                    | 2                    | 2                    |
| Republica Moldova                         | -                    | -                    | -                    | -                    | 4                    | 4                    | 0                    | 0                    | 4                    | 4                    | 0                    | 0                    |
| Rusia                                     | -                    | -                    | -                    | -                    | 2                    | 1                    | 0                    | 1                    | 2                    | 1                    | 0                    | 1                    |
| San Marino                                | 3                    | 3                    | 0                    | 0                    | 1                    | 1                    | 0                    | 0                    | 4                    | 4                    | 0                    | 0                    |
| Serbia                                    | 4                    | 0                    | 2                    | 2                    | -                    | -                    | -                    | -                    | 4                    | 0                    | 2                    | 2                    |
| Scoția                                    | 4                    | 1                    | 2                    | 1                    | 2                    | 1                    | 0                    | 1                    | 6                    | 2                    | 2                    | 2                    |
| Slovacia                                  | 5                    | 3                    | 2                    | 0                    | 7                    | 2                    | 4                    | 1                    | 12                   | 5                    | 6                    | 1                    |
| Slovenia                                  | 4                    | 2                    | 1                    | 1                    | 5                    | 1                    | 2                    | 2                    | 9                    | 3                    | 3                    | 3                    |
| Spania                                    | 14                   | 3                    | 4                    | 7                    | 4                    | 2                    | 2                    | 0                    | 18                   | 5                    | 6                    | 7                    |
| Suedia                                    | 5                    | 2                    | 1                    | 2                    | 6                    | 1                    | 2                    | 3                    | 11                   | 3                    | 3                    | 5                    |
| Turcia                                    | 8                    | 5                    | 0                    | 3                    | 18                   | 9                    | 7                    | 2                    | 26                   | 14                   | 7                    | 5                    |
| Țara Galilor                              | 4                    | 3                    | 1                    | 0                    | 1                    | 0                    | 0                    | 1                    | 5                    | 3                    | 1                    | 1                    |
| Ucraina                                   | 1                    | 1                    | 0                    | 0                    | 6                    | 3                    | 1                    | 2                    | 7                    | 4                    | 1                    | 2                    |
| Ungaria                                   | 13                   | 4                    | 7                    | 2                    | 11                   | 1                    | 1                    | 9                    | 24                   | 5                    | 8                    | 11                   |
| Uniunea Republicilor Sovietice Socialiste | 1                    | 1                    | 0                    | 0                    | 8                    | 2                    | 2                    | 4                    | 9                    | 3                    | 2                    | 4                    |

| Adversar                   | Meciuri Oficiale    | Meciuri Oficiale | Meciuri Oficiale | Meciuri Oficiale | Meciuri Amicale | Meciuri Amicale | Meciuri Amicale | Meciuri Amicale | Total | Total | Total | Total |
| -------------------------- | ------------------- | ---------------- | ---------------- | ---------------- | --------------- | --------------- | --------------- | --------------- | ----- | ----- | ----- | ----- |
| Adversar                   | Zona CAF - (Africa) |                  |                  |                  |                 |                 |                 |                 |       |       |       |       |
| Adversar                   | MJ                  | V                | E                | Î                | MJ              | V               | E               | Î               | MJ    | V     | E     | Î     |
| Algeria                    | -                   | -                | -                | -                | 5               | 1               | 2               | 2               | 5     | 1     | 2     | 2     |
| Camerun                    | 1                   | 0                | 0                | 1                | -               | -               | -               | -               | 1     | 0     | 0     | 1     |
| Coasta de Fildeș           | -                   | -                | -                | -                | 1               | 0               | 0               | 1               | 1     | 0     | 0     | 1     |
| Egipt                      | -                   | -                | -                | -                | 6               | 3               | 2               | 1               | 6     | 3     | 2     | 1     |
| Ghana                      | 1                   | 1                | 0                | 0                | -               | -               | -               | -               | 1     | 1     | 0     | 0     |
| Maroc                      | -                   | -                | -                | -                | 3               | 2               | 0               | 1               | 3     | 2     | 0     | 1     |
| Nigeria                    | -                   | -                | -                | -                | 2               | 2               | 0               | 0               | 2     | 2     | 0     | 0     |
| Republica Democrată Congo  | -                   | -                | -                | -                | 2               | 0               | 2               | 0               | 2     | 0     | 2     | 0     |
| Tunisia                    | 1                   | 0                | 1                | 0                | -               | -               | -               | -               | 1     | 0     | 1     | 0     |
| Zona AFC - (Asia)          |                     |                  |                  |                  |                 |                 |                 |                 |       |       |       |       |
| Australia                  | -                   | -                | -                | -                | 1               | 1               | 0               | 0               | 1     | 1     | 0     | 0     |
| Republica Populară Chineză | -                   | -                | -                | -                | 2               | 2               | 0               | 0               | 2     | 2     | 0     | 0     |

| Adversar                          | Meciuri Oficiale  | Meciuri Oficiale | Meciuri Oficiale | Meciuri Oficiale | Meciuri Amicale | Meciuri Amicale | Meciuri Amicale | Meciuri Amicale | Total | Total | Total | Total |
| --------------------------------- | ----------------- | ---------------- | ---------------- | ---------------- | --------------- | --------------- | --------------- | --------------- | ----- | ----- | ----- | ----- |
| Adversar                          | Zona AFC - (Asia) |                  |                  |                  |                 |                 |                 |                 |       |       |       |       |
| Adversar                          | MJ                | V                | E                | Î                | MJ              | V               | E               | Î               | MJ    | V     | E     | Î     |
| Coreea de Sud                     | -                 | -                | -                | -                | 1               | 1               | 0               | 0               | 1     | 1     | 0     | 0     |
| Emiratele Arabe Unite             | -                 | -                | -                | -                | 1               | 0               | 0               | 1               | 1     | 0     | 0     | 1     |
| Iran                              | -                 | -                | -                | -                | 2               | 0               | 2               | 0               | 2     | 0     | 2     | 0     |
| Irak                              | -                 | -                | -                | -                | 2               | 0               | 2               | 0               | 2     | 0     | 2     | 0     |
| Japonia                           | -                 | -                | -                | -                | 4               | 3               | 1               | 0               | 4     | 3     | 1     | 0     |
| Turkmenistan                      | -                 | -                | -                | -                | 1               | 1               | 0               | 0               | 1     | 1     | 0     | 0     |
| Zona CONCACAF - (America de Nord) |                   |                  |                  |                  |                 |                 |                 |                 |       |       |       |       |
| Cuba                              | 2                 | 0                | 1                | 1                | -               | -               | -               | -               | 2     | 0     | 1     | 1     |
| Honduras                          | -                 | -                | -                | -                | 1               | 1               | 0               | 0               | 1     | 1     | 0     | 0     |
| Mexic                             | -                 | -                | -                | -                | 3               | 2               | 0               | 1               | 2     | 1     | 0     | 1     |
| Statele Unite ale Americii        | 1                 | 1                | 0                | 0                | 3               | 1               | 1               | 1               | 4     | 2     | 1     | 1     |
| Trinidad și Tobago                | -                 | -                | -                | -                | 1               | 1               | 0               | 0               | 1     | 1     | 0     | 0     |

| Adversar  | Meciuri Oficiale                 | Meciuri Oficiale | Meciuri Oficiale | Meciuri Oficiale | Meciuri Amicale | Meciuri Amicale | Meciuri Amicale | Meciuri Amicale | Total | Total | Total | Total |
| --------- | -------------------------------- | ---------------- | ---------------- | ---------------- | --------------- | --------------- | --------------- | --------------- | ----- | ----- | ----- | ----- |
| Adversar  | Zona CONMEBOL - (America de Sud) |                  |                  |                  |                 |                 |                 |                 |       |       |       |       |
| Adversar  | MJ                               | V                | E                | Î                | MJ              | V               | E               | Î               | MJ    | V     | E     | Î     |
| Argentina | 2                                | 1                | 1                | 0                | 4               | 0               | 1               | 3               | 6     | 1     | 2     | 3     |
| Bolivia   | -                                | -                | -                | -                | 1               | 1               | 0               | 0               | 1     | 1     | 0     | 0     |
| Brazilia  | 1                                | 0                | 0                | 1                | 2               | 0               | 0               | 2               | 3     | 0     | 0     | 3     |
| Chile     | -                                | -                | -                | -                | 3               | 3               | 0               | 0               | 3     | 3     | 0     | 0     |
| Columbia  | 2                                | 2                | 0                | 0                | 2               | 0               | 1               | 1               | 4     | 2     | 1     | 1     |
| Ecuador   | -                                | -                | -                | -                | 1               | 1               | 0               | 0               | 1     | 0     | 0     | 1     |
| Paraguay  | -                                | -                | -                | -                | 2               | 1               | 0               | 1               | 2     | 1     | 0     | 1     |
| Peru      | 1                                | 1                | 0                | 0                | 4               | 1               | 2               | 1               | 5     | 2     | 2     | 1     |
| Uruguay   | 1                                | 0                | 0                | 1                | 4               | 1               | 2               | 1               | 5     | 1     | 2     | 2     |